# Gozdowo (Mazovië)
Gozdowo is een dorp in het Poolse woiwodschap Mazovië, in het district Sierpecki. De plaats maakt deel uit van de gemeente Gozdowo en telt 1403 inwoners.